# Ormosia neopulchra
Ormosia neopulchra är en tvåvingeart som beskrevs av Alexander 1968. Ormosia neopulchra ingår i släktet Ormosia och familjen småharkrankar. Inga underarter finns listade i Catalogue of Life.